# Les Morts de la Saint-Jean
Les Morts de la Saint-Jean (titre original : Steget Efter) est un roman policier de Henning Mankell paru en 1997 en Suède, traduit en français en 2001 et mettant en scène l'inspecteur de police Kurt Wallander.

## Résumé
En août 1996, Kurt Wallander trouve son collègue Karl Evert Svedberg assassiné chez lui à coups de fusil. Il découvre qu'il passait son temps libre à rechercher trois jeunes récemment disparus après la fête de la Saint-Jean. Deux mois plus tard, on découvre en pleine forêt les trois corps, morts, exhibés en une scène macabre. Wallander est persuadé que tous les crimes sont liés à un seul et même homme.

## Éditions françaises
Édition imprimée originale
- Henning Mankell (trad. du suédois par Anna Gibson), Les Morts de la Saint-Jean [« Steget efter »], Paris, éd. du Seuil, coll. « Seuil policiers », 3 avril 2001, 484 p., 23 cm (ISBN 2-02-033494-1, BNF 37632337)

Édition au format de poche
- Henning Mankell (trad. du suédois par Anna Gibson), Les Morts de la Saint-Jean [« Steget efter »], Paris, éd. du Seuil, coll. « Points » (no 971), 2 mars 2002, 563 p., 18 cm (ISBN 2-02-053360-X, BNF 38815467)

Livre audio
- Henning Mankell (trad. du suédois par Anna Gibson), Les Morts de la Saint-Jean [« Steget efter »], Ville-d'Avray, éd. Sixtrid, 4 novembre 2013 (EAN 3358950002467, BNF 43743487)Texte intégral ; narrateur : Marc-Henri Boisse ; support : 2 disques compacts audio MP3 ; durée : 17 h 10 min environ ; référence éditeur : Sixtrid A50M.

## Adaptation télévisuelle
Le roman a fait l'objet, dans le cadre de la série télévisée Les Enquêtes de l'inspecteur Wallander (Wallander), avec Kenneth Branagh, d'une adaptation d'environ 90 minutes, également titrée en français Les Morts de la Saint-Jean (One Step Behind), initialement diffusée, au Royaume-Uni, le 14 décembre 2008 (saison 1, épisode 3).